# ديريك مكي
ديريك مكي (بالإنجليزية: Derrick McKey) مواليد 10 أكتوبر 1966 في ميريديان، هو لاعب كرة سلة أمريكي سابق بدأ مسيرته الاحترافية في سنة 1987 وحمل الرقم 31 و9 و23. يبلغ طوله 6 قدم 10 بوصة (2.1 م). اعتزل اللعب في 2002.

## فرق لعب لها
- إنديانا بايسرز
- فيلادلفيا سفنتي سيكسرز

## الميداليات
| الميدالية | المسابقة                         |
| --------- | -------------------------------- |
| ذهبية     | بطولة كأس العالم لكرة السلة 1986 |

## روابط خارجية
- ديريك مكي على موقع الاتحاد الدولي لكرة السلة (الإنجليزية)
- ديريك مكي على موقع إن بي أي (الإنجليزية)
- ديريك مكي على موقع سبورتس رفرنس (الإنجليزية)
- ديريك مكي على موقع كرة السلة الأوروبية.كوم (الإنجليزية)
- ديريك مكي على موقع كلية كرة السلة في سبورتس رفرنس.كوم (الإنجليزية)
- ديريك مكي على موقع ريلجم (الإنجليزية)
- ديريك مكي على موقع بروبوليرز (الإنجليزية)
- ديريك مكي على موقع قاعة ألاباما للمشاهير الرياضية (مؤرشف) (الإنجليزية)